# Naumann-Kreis
Der Naumann-Kreis oder Gauleiter-Kreis war eine Gruppe ehemaliger Nationalsozialisten um Werner Naumann, den letzten Staatssekretär des Reichspropagandaministers Joseph Goebbels. Der Naumann-Kreis war anfangs ein „loses Netzwerk“, das sich immer mehr zu einem „neo-nationalsozialistischen Geheimbund entwickelte und in seinem Charakter die anti-republikanischen Bünde, Freundeskreise und Clubs der Weimarer Republik imitierte“. Der Naumann-Kreis versuchte unter anderem 1952/53 mit dem Schwerpunkt Landesverband Nordrhein-Westfalen, die FDP zu unterwandern. Die britischen Besatzungsbehörden verhafteten Anfang 1953 einige Mitglieder der Gruppe.

## Geschichte
„Ob man eine liberale Partei am Ende in eine NS-Kampfgruppe umwandeln […] kann, möchte ich bezweifeln, wir müssen es aber auf einen Versuch ankommen lassen. […] Gäbe es keine FDP, müßte sie noch heute gegründet werden.“

„Die Hauptsache ist, den Kontakt zueinander nicht zu verlieren und die Parteien bloß als ein Mittel zum Zweck anzusehen. Es wäre am besten, wenn wir unsere Leute in allen Parteien hätten, was teilweise sowieso der Fall ist.“

Diese Aussagen Naumanns bei einem Treffen des „Gauleiter-Kreises“ in Hamburg am 18. November 1952 zeigen, warum Mitglieder seines Kreises u. a. in die FDP eintraten. Führende Mitglieder des Kreises neben dem Namensgeber waren Heinrich Haselmayer, Karl Kaufmann, Karl Scharping, Gustav Adolf Scheel, Heinz Siepen, Franz Alfred Six und der ehemalige SS- und Polizeiführer Paul Zimmermann.
Nach Lutz Hachmeister hieß die Initiative zunächst Hundertmann-Gruppe. Paul Karl Schmidt engagierte sich bei deren Gründung. Er war schon 1943 als Leiter der Presseabteilung des Auswärtigen Amtes ein Kollege von Six, der damals Leiter der „Kulturpolitischen Abteilung“ war. Hitler-Mythos und Antisemitismus wurden jetzt als nicht mehr zeitgemäß abgelehnt. Die Debatte um die Teilhabe ehemaliger „Eliten“, wie sich diese Leute verstanden, an Kriegsverbrechen sollte durch eine „Generalamnestie“ ein für alle Mal beendet werden.
Der Kreis versuchte, durch gezielte Unterwanderung u. a. der FDP, ehemaligen Nationalsozialisten aus der mittleren Führungsebene politischen Einfluss zu verschaffen. Das Problem für die Bundespartei FDP war dabei, dass der ohnehin schon sehr nationalistisch eingestellte Landesverband Nordrhein-Westfalen (in Hessen und Niedersachsen sah es Anfang der 1950er-Jahre ähnlich aus) die neuen Mitglieder mit offenen Armen aufnahm, um seine Wählerbasis nach rechts zu erweitern und, so der nordrhein-westfälische FDP-Vorsitzende Friedrich Middelhauve, ehemalige Nationalsozialisten in die parlamentarische Demokratie zu integrieren.

„Gesammelt werden soll das Landvolk auf einer Standesebene, die Soldatenbünde in einer Dachorganisation, der Einzelhandel oder die Flüchtlinge oder die Steuerzahler, wir sollten uns in den Gemeinden zu Wort melden, dort um die Bürger- und Oberbürgermeisterpositionen ringen […]. Vielleicht auch [um] den einen oder anderen Landesverband dieser oder jener Partei, – kurz – durchdringen wir das Gemeinwesen in allen seinen Verästelungen und wenn diese alle oder auch nur ein Teil von ihnen bereit sind, dann ist die Stunde gekommen zu erklären, es gibt außer den Lizenzparteien auch ein unabhängiges Deutschland. Hier ist es und so sieht es aus.“

Werner Naumann, Werner Best, Franz Alfred Six und Hans Fritzsche entwarfen für Middelhauve ein Deutsches Programm, einen rechtsnationalistischen Entwurf, der sich aber auf dem FDP-Bundesparteitag Ende November 1952 in Bad Ems nicht gegen das Liberale Manifest der Landesverbände Hamburg, Bremen und Baden-Württemberg durchsetzen konnte.
Gleichzeitig verfolgte Naumann noch ein weiteres Ziel: angesichts des abzusehenden Verbotes der Sozialistischen Reichspartei, die bei Wahlen z. T. recht erfolgreich gewesen war, nutzte der dem Naumann-Kreis zugehörige Rechtsanwalt Rudolf Aschenauer seine Position als Anwalt des SRP-Vorsitzenden Fritz Dorls. Dorls hatte Aschenauer sogar als seinen offiziellen Nachfolger für eine nationale Nachfolgepartei der SRP vorgesehen, was bundesweit bekannt war – und in der Folge scheiterten alle Versuche der SRP-Führung, eine Nachfolgeorganisation aufzubauen, in die Aschenauer eingeweiht war. Auch der Versuch der SRP, die sich mittlerweile sehr national gebende, ehemalige Flüchtlingspartei, Deutsche Gemeinschaft (DG), als „Mantel“ für die im November 1952 bevorstehende Landtagswahl in Nordrhein-Westfalen zu benutzen, führte durch eine Pressekonferenz von Aschenauer zusammen mit dem bayrischen DG-Vorsitzenden, in der beide die bisherigen Wähler der SRP aufriefen, nunmehr die Deutsche Gemeinschaft zu wählen zum Verbot sämtlicher DG-Wahllisten in NRW als SRP-Nachfolgeorganisationen. Damit hatte Aschenauer, der ab Frühjahr 1952 außerdem Mitglied des Verfassungsschutzes und des katholischen Nachrichtendienstes war – mit Kontakten bis hin zu Konrad Adenauer sowohl die Bemühungen der SRP-Spitze, eine Nachfolgeorganisation zu bilden behindert als auch die Deutsche Gemeinschaft politisch beschädigt. Denn Ziel der Naumann-Gruppe war es, die geplante „Nationale Sammlungspartei“ um die organisatorisch noch schwache Deutsche Reichspartei durch Einbeziehung ehemaliger SRP-Mitglieder und von regionalen nationalen Parteien (wie der Deutschen Gemeinschaft, die in Süddeutschland stärker verbreitet war) zu bilden. Diese Versuche scheiterten; dazu trug u. a. folgendes bei:
Zum einen verfolgten alle Beteiligten eigene Interessen. Zum zweiten gründete sich die Gesamtdeutsche Volkspartei unter Gustav Heinemann (zu dieser hatte die Naumann-Gruppe ebenfalls Kontakte). Zum dritten wurde im Januar 1953 die Naumann-Gruppe durch den britischen Geheimdienst enttarnt.
In der Nacht zum 15. Januar 1953 nahmen die Briten selbst Verhaftungen vor, da deutsche Behörden dies nicht wollten. Die führenden Mitglieder des Kreises wurden auf der Grundlage von Alliierten Vorbehaltsrechten in Düsseldorf, Solingen und Hamburg verhaftet. In der Wohnung von Karl Friedrich Bornemann wurde das Archiv des Kreises konfisziert. In der Öffentlichkeit sprach man von der Naumann-Affäre oder der Gauleiter-FDP. Der Vorwurf lautete, den Sturz der Bonner Regierung betrieben und dadurch die Sicherheit der alliierten Truppen gefährdet zu haben. Der britische Hochkommissar Sir Ivone Kirkpatrick hatte die Bundes-FDP-Politiker Theodor Heuss (Bundespräsident), Franz Blücher (Parteivorsitzender) und Thomas Dehler (Bundesjustizminister) über die Ermittlungen des britischen Geheimdienstes informiert.
Deutsche Behörden waren exekutiv nicht beteiligt, obwohl die Briten sie vorweg informiert und gefragt hatten. Der britische Außenminister Anthony Eden sah sich daher am 20. Januar 1953 sogar zu einer Ehrenerklärung für Adenauer vor dem Unterhaus veranlasst, dass auch die deutsche Regierung gegen den Nazismus sei.
Im Sommer 1953 stellte der 2. Ferienstrafsenat des Bundesgerichtshofes das Verfahren gegen die Beschuldigten zwar ein, jedoch war der Versuch, eine im Bundestag vertretene Partei durch ehemalige Nationalsozialisten planmäßig zu unterwandern, gescheitert.
Die FDP bildete zur Aufklärung der Affäre eine aus Alfred Onnen, Thomas Dehler und Fritz Neumayer bestehende parteiinterne Untersuchungskommission, die schwere Vorwürfe gegen Teile des NRW-Landesverbandes erhob.
Naumann selbst kandidierte bei der Bundestagswahl am 6. September 1953 auf der Liste der Deutschen Reichspartei (DRP). Die DRP erhielt 1,1 Prozent der Zweitstimmen.
Der belgische Autor Stan Lauryssens verarbeitete den Stoff zu einem Roman, der 1975 mit dem Titel Opmars naar het Vierde Rijk erschien.

## Ernst Achenbach
Die Frage, wieweit der spätere FDP-Bundestagsabgeordnete Ernst Achenbach, den seine Partei 1974 zum Kommissar der Europäischen Wirtschaftsgemeinschaft machen wollte, in den Kreis einbezogen war, nämlich als ihr Verbindungsmann zu Middelhauve, ist in der Forschung bislang nicht geklärt. Dehler war der Ansicht, dass Achenbach der eigentliche Kopf der Gruppe war. Seine Auffassung wird gestützt durch Naumanns Tagebuch, eine subjektive Quelle, in dem er über ein Gespräch mit Achenbach als dessen Aussage notiert:

„Um den NS [= Nationalsozialisten] unter diesen Umständen trotzdem einen Einfluß auf das politische Geschehen zu ermöglichen, sollen sie in die FDP eintreten, sie unterwandern und ihre Führung in die Hand nehmen. An Einzelbeispielen erläutert er, wie leicht das zu machen wäre. Mit nur 200 Mitgliedern können wir den ganzen Landesvorstand [in Nordrhein-Westfalen] erben. Mich [= Naumann] will er als Generalsekretär o. ä. engagieren!!“

## Angehörige des Naumann-Kreises
Außer Naumann und möglicherweise Achenbach gehörten dem Kreis u. a. folgende Personen an, die bereits während der Zeit des Nationalsozialismus eine wichtige Funktion ausgeübt hatten:
1. Gunter d’Alquen, Journalist, Schriftleiter des „Schwarzen Korps“, SS-Standartenführer
2. Werner Best, Stellvertreter von Reinhard Heydrich, SS-Obergruppenführer, Chef des Amtes Verwaltung bei der Besatzungsbehörde in Frankreich, ab November 1942 Bevollmächtigter des Deutschen Reiches in Dänemark (Leiter der Besatzungsbehörde), nach dem Krieg tätig im Anwaltsbüro Achenbach
3. Karl Friedrich Bornemann, geb. 1908, HJ-Gebietsführer Düsseldorf,[19] danach Herausgeber eines „KBI-Informationsdienstes“.
4. Wolfgang Diewerge, hoher NS-Propagandist aus dem Reichsministerium für Volksaufklärung und Propaganda, Intendant des Reichssenders Danzig
5. Friedrich Karl Florian, Gauleiter von Düsseldorf
6. Hans Fritzsche, zuletzt Leiter der Rundfunkabteilung im Reichsministerium für Volksaufklärung und Propaganda und im Großdeutschen Rundfunk der „Beauftragte für die politische Gestaltung“, in Nürnberg als Hauptkriegsverbrecher angeklagt, aber freigesprochen
7. Lydia Gottschewski, NS-Frauenschaftsfunktionärin (zum Zeitpunkt der Naumann-Affäre wohnhaft in Düsseldorf)
8. Josef Grohé, zuletzt Reichskommissar für die besetzten Gebiete in Belgien und Nordfrankreich
9. Hans-Bernhard von Grünberg, Professor für Staatswissenschaften und letzter Rektor der Universität Königsberg
10. Heinrich Haselmayer, Alter Kämpfer seit 1927, SA-Mann, Kampfbund für deutsche Kultur in Hamburg, Führer des NS-Studentenbundes ebenda, beteiligt an der Sterilisierung von nationalsozialistisch definierten „Erbkranken“[20]
11. Paul Hausser, SS-Oberstgruppenführer und Generaloberst der Waffen-SS, der erste Vorsitzende der Hilfsgemeinschaft auf Gegenseitigkeit der Soldaten der ehemaligen Waffen-SS
12. Horst Huisgen, HJ-Gebietsführer in Schlesien; Landesgeschäftsführer der FDP in Niedersachsen
13. Heinrich Hunke, Arisierer, Funktionär der Deutschen Bank, nationalsozialistischer Raumplaner und Großraumstratege, später Ministerialdirigent des Landes Niedersachsen
14. Karl Kaufmann, Gauleiter und Reichsstatthalter von Hamburg
15. Herbert Lucht, Leiter der Außenstelle Wehrmachtpropaganda in Paris. Seine Frau Lea Lucht, genannt Slissy, war Belgierin, eine Nichte von Léon Degrelle, Achenbach war Luchts Firmenanwalt in Düsseldorf, in der Firma arbeiteten Fritz Dorls und Otto Skorzeny
16. Wilhelm Meinberg, Aufsichtsrat bei der Dresdner Bank und Wehrwirtschaftsführer
17. Karl Ott, Staatssekretär und Landtagsmitglied in Niedersachsen
18. Karl Scharping, Beamter in der Rundfunkabteilung des Reichsministeriums für Volksaufklärung und Propaganda
19. Gustav Adolf Scheel, ehemaliger Reichsstudentenführer und Gauleiter von Salzburg
20. Paul Karl Schmidt, ehemaliger NS-Pressechef in Auswärtigen Amt
21. Heinz Siepen, NSDAP-Ortsgruppenleiter und Landrat, Mit-Besitzer der Punktal-Stahlwerke in Solingen
22. Franz Alfred Six, SS-Brigadeführer, wegen Massenmordes zu 20 Jahren Haft verurteilt, im Oktober 1952 freigelassen, Mitarbeiter im Anwaltsbüro von Achenbach
23. Eberhard Taubert, Leiter eines „Referats Antikomintern“, Richter am Volksgerichtshof
24. Albert Urmes, Gaupropagandaleiter Moselland und im besetzten Luxemburg
25. Edmund Veesenmayer, Generalbevollmächtigter in Ungarn, SS-Brigadeführer
26. Paul Wegener, Gauleiter Weser-Ems, SS-Obergruppenführer
27. Paul Zimmermann, SS-Brigadeführer
28. Siegfried Zoglmann, Führer der HJ und der SS, Chef der Befehlsstelle Böhmen und Mähren, Leiter der Verbindungsstelle zum Reichsministerium für Volksaufklärung und Propaganda[21]